# 건달군과 안경양
건달군과 안경양(ヤンキー君とメガネちゃん, Flunk Punk Rumble)은 요시카와 미키가 원작한 일본의 만화이다. 2010년에는 텔레비전 드라마로 방송되었다.

## 텔레비전 드라마

### 등장인물
- 나리미야 히로키 - 시나가와 다이치 역
- 나카 리이사 - 아다치 하나 역
- 혼고 카나타 - 이즈미 가쿠 역
- 코야나기 유우 - 치바 세이야 역
- 카와구치 하루나 - 히메지 린카 역
- 스즈키 료헤이 - 네리마 세이운 역
- 미나가와 사루토키 - 담임 사카이 역
- 후루타 아라타 - 시나가와 츄타 역
- 호리 치에미 - 시나가와 키요 역
- 오오와다 미호 - 시나가와 카이리 역
- 이토 시로 - 아다치 타츠오 역